# Subaru R1
Der Subaru R1 wurde von dem japanischen Autobauer 4. Januar 2005 eingeführt. Er wurde nach den japanischen Vorgaben für steuerbegünstigte Kleinstwagen (Kei-Car) entwickelt. Der R1 ist eine zweitürige Version des Subaru R2, jedoch mit kürzerem Radstand und kürzerer Karosserie. Erhältlich war der R1 mit einem 658-cm³-Subaru-EN-Motor, der in drei Versionen erhältlich war: als EN07U mit einer obenliegenden Nockenwelle und 34 kW (46 PS), als R EN07D mit zwei obenliegenden Nockenwellen und 40 kW (54 PS) und als STi mit einem EN07X-Motor mit Kompressor und Ladeluftkühler und 47 kW (64 PS). Alle R1 waren mit einem stufenlosen Getriebe (continuously variable Transmission, CVT) und wahlweise mit Allradantrieb erhältlich.
In der Werbung versuchte Subaru den R1 mit dem Subaru 360 in Verbindung zu setzen, dem ersten Massenmobil von Subaru Automobile.
Der R1 ist auch die Basis für mehrere experimentelle Fahrzeuge; das Batterie-Elektrofahrzeug Subaru R1e mit begrenzter Produktion für ausgewählte Kunden aus der Industrie in Japan, sowie dem Sportwagen Prodrive P2.